# ۳۰۹ (میلادی)
۳۰۹ (میلادی) سیصد  و نهمین سال تقویم میلادی است.

## رویدادها
- شاپور دوم پادشاه شاهنشاهی ساسانی می‌شود.

## درگذشتگان
- هرمز دوم، پادشاه ساسانی

‎